# Kebun Raya Bogor
De Kebun Raya Bogor (Raya = groot: de grote/majestueuze tuin van Bogor), tot 1949 's Lands Plantentuin te Buitenzorg, is een hortus botanicus in de Indonesische stad Bogor, voorheen Buitenzorg.
Na de soevereiniteitsoverdracht werd het paleis in wat nu Bogor heette, de residentie van de Indonesische president Soekarno en de Plantentuin werd omgedoopt tot "Kebun Raya Bogor". De Kebun Raya Bogor is de oudste en nog steeds meest vooraanstaande botanische tuin van Indonesië, met een oppervlakte van 87 hectare. Gelegen midden in het centrum van Bogor, is de plantentuin een belangrijke toeristische trekpleister van de stad en zelfs van geheel Java.
De Kebun Raya Bogor is thans een van de vier Kebun Raya Indonesia die deel uitmaken van het Indonesisch Instituut van Wetenschappen. De overige drie tuinen zijn: Kebun Raya Cibodas, Kebun Raya Purwodadi en Kebun Raya Bali. De botanische tuin is aangesloten bij Botanic Gardens Conservation International, een non-profitorganisatie die botanische tuinen samen wil brengen in een wereldwijd samenwerkend netwerk om te komen tot het behoud van de biodiversiteit van planten.

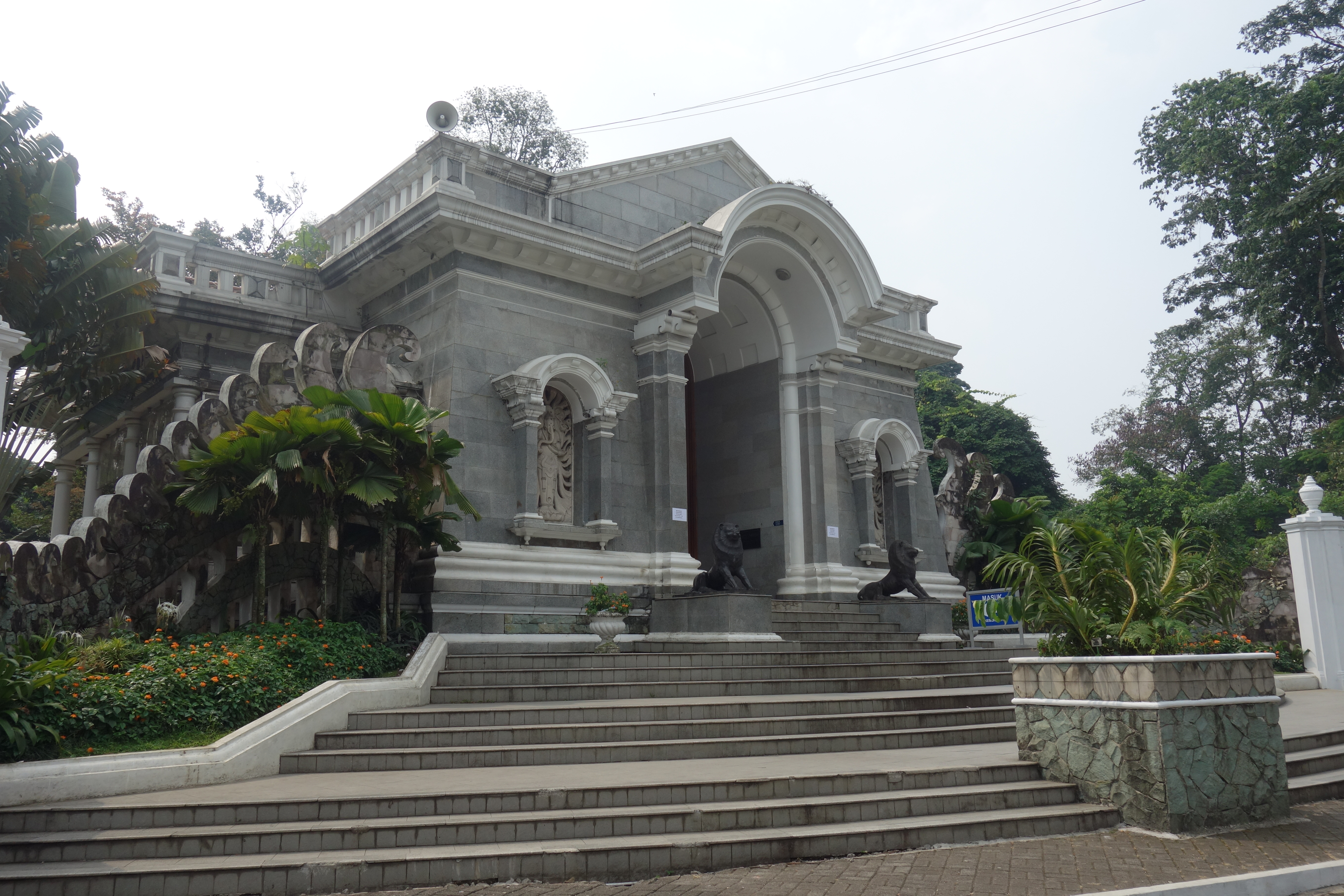
Entreegebouw van de Botanische Tuin van Bogor (2018)
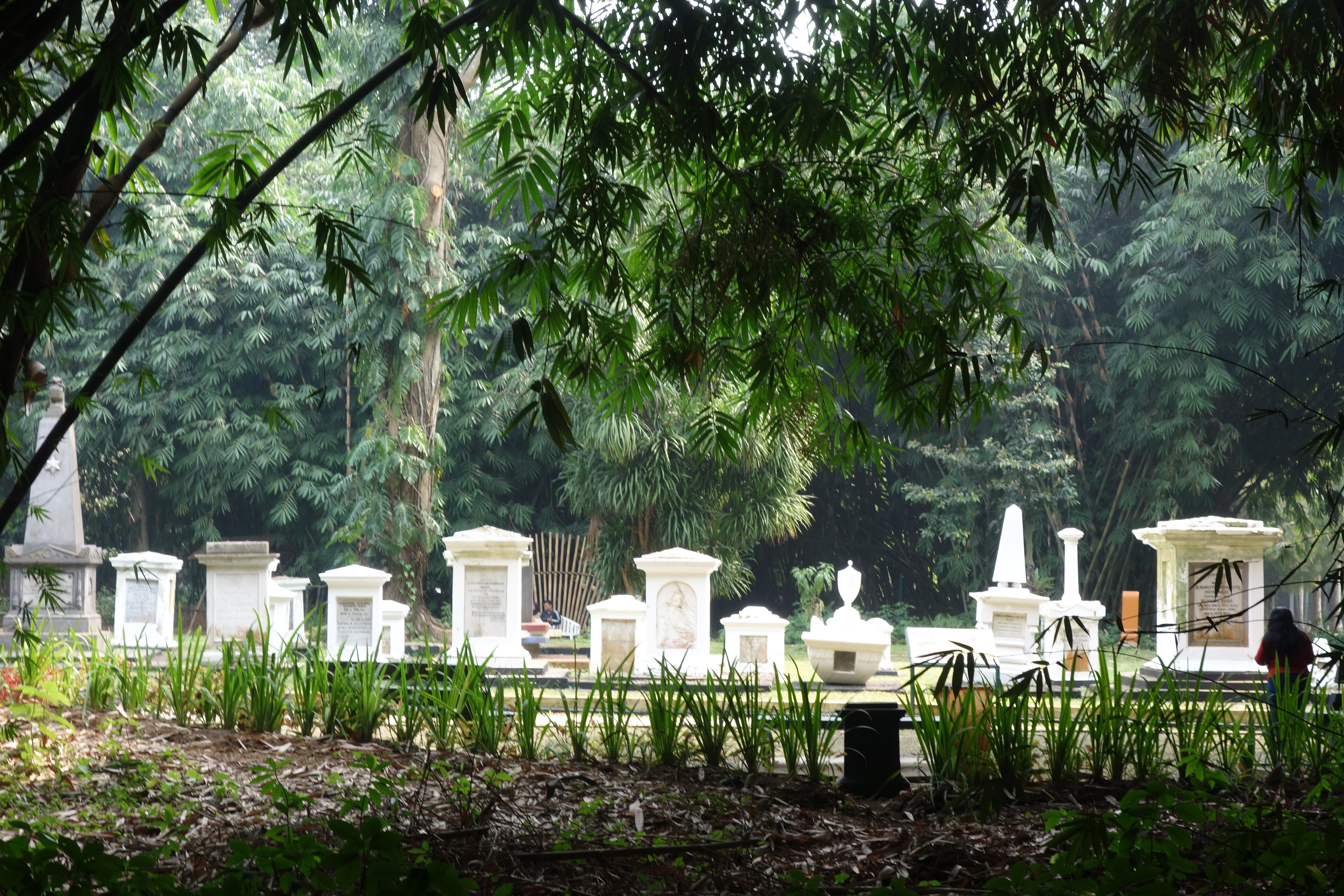
Nederlandse begraafplaats in de bamboetuin
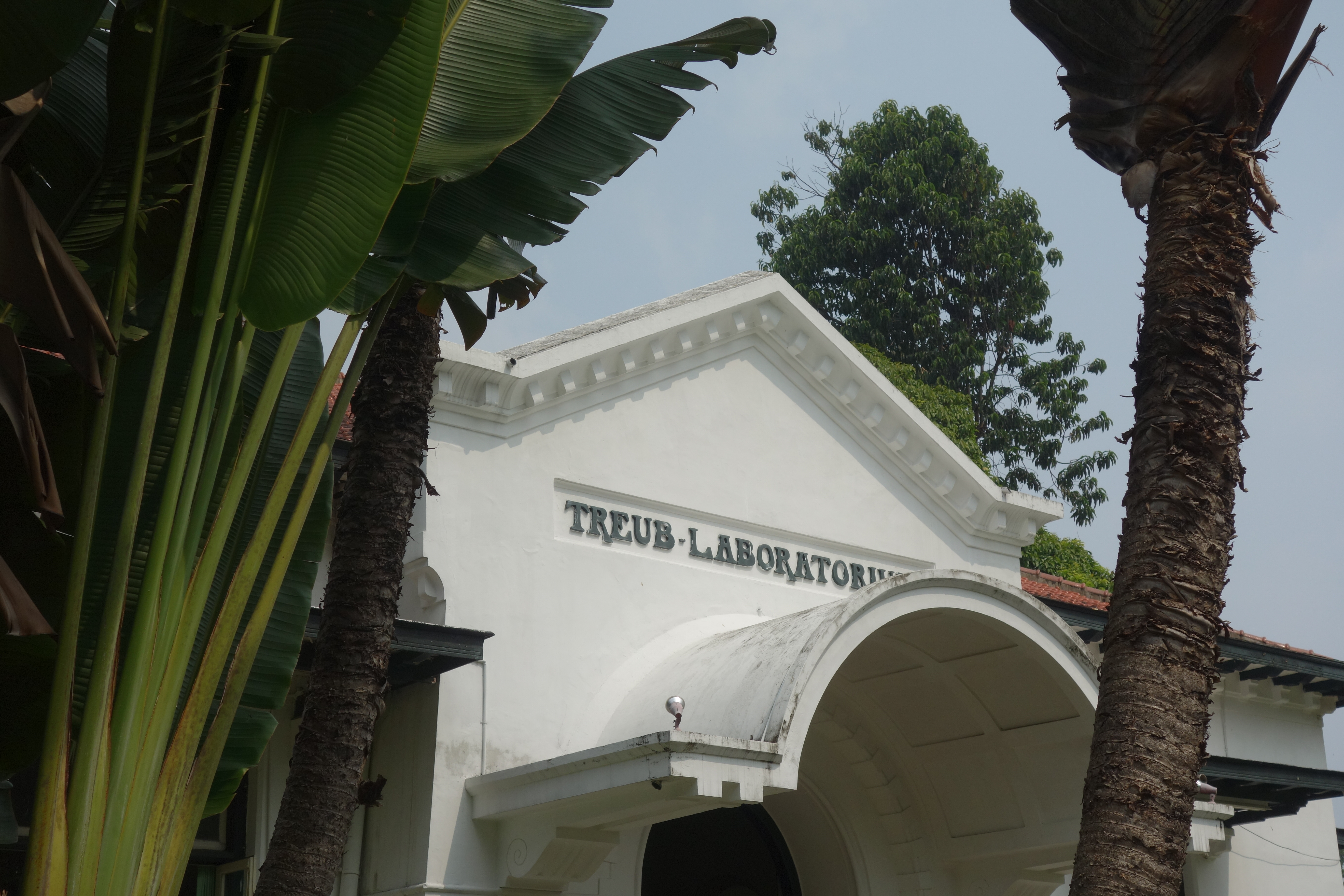
Treub-laboratorium (2018)

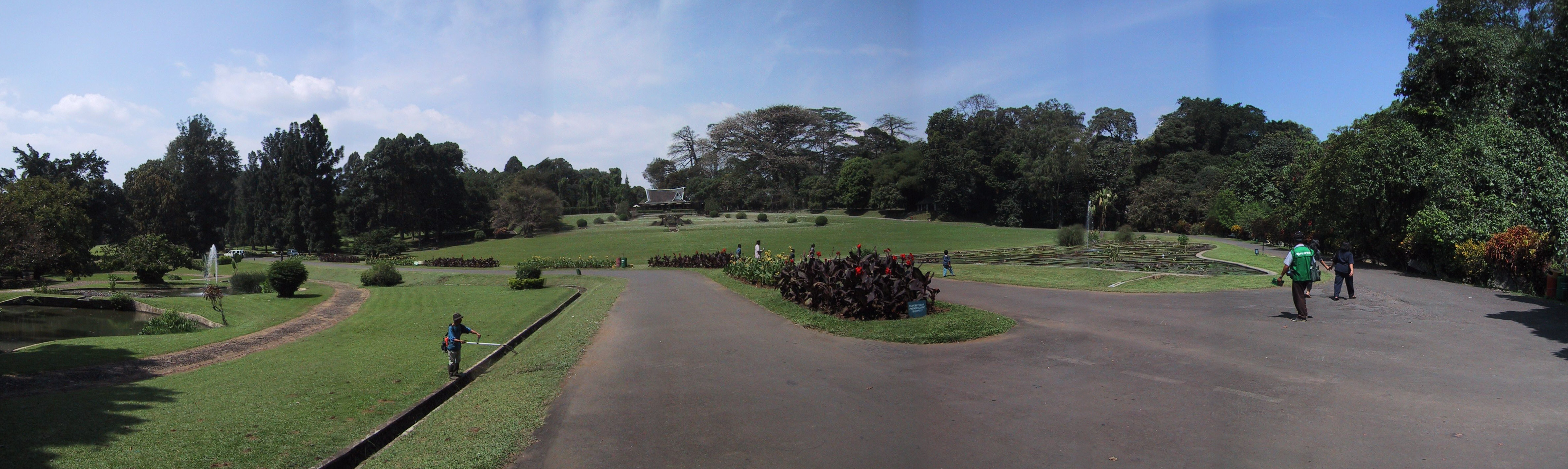
Kebun Raya - Bogor

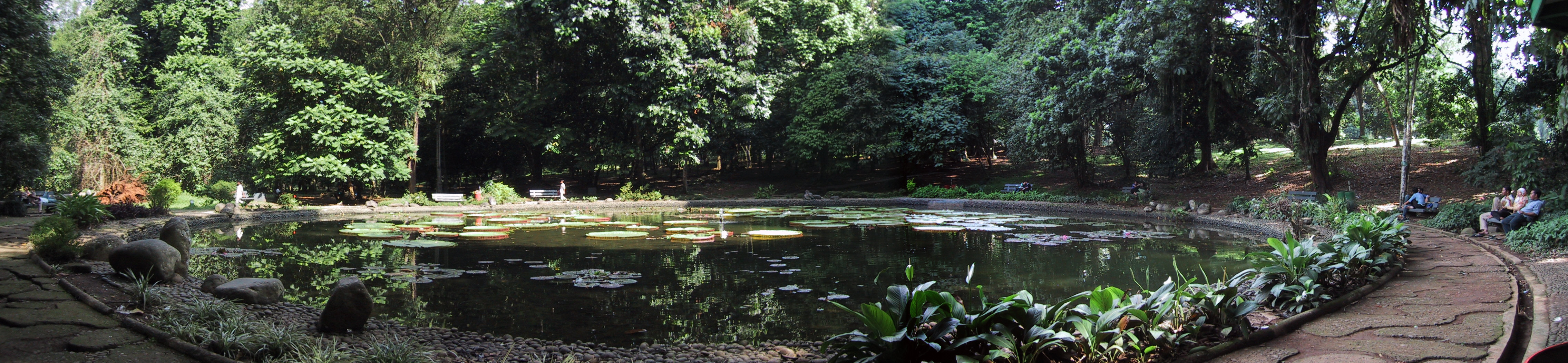
Vijver in de Kebun Raya

## Directeuren van de tuin
- 1951-1959: Kusnoto Setyodiwirjo
- 1959-1969: Soedjana Kassan
- 1969-1981: Didin Sastrapradja
- 1981-1983: Made Sri Prana
- 1983-1987: Usep Sutisna
- 1987-1990: Sampurno Kadarsan
- 1990-1997: Suhirman
- 1997-2002: Dedi Darnaedi
- 2002-2008: Irawati
- 2008- : Mustaid Siregar